# Rio Pracupi
Rio Pracupi är ett vattendrag i Brasilien.   Det ligger i delstaten Pará, i den centrala delen av landet, 1 600 km norr om huvudstaden Brasília.
Trakten runt Rio Pracupi är nära nog obefolkad, med mindre än två invånare per kvadratkilometer.